# Asmaa Abdol-Hamid
Asmaa Abdol-Hamid (arabe : أسماء عبد الحميد), née le 22 novembre 1981, est une femme politique danoise. Musulmane pratiquante, elle se décrit comme « féministe, démocrate et socialiste ».

## Débuts
Asmaa Abdol-Hamid est née dans les Émirats arabes unis, dans une famille de 7 enfants, de parents immigrés d'origines palestiniennes. Dans les années 1980, la famille obtient le statut de réfugiés politiques au Danemark, après avoir été persécutés par des policiers émiratis. Ils s'installent à Genner, dans le sud du Jutland.
En 2004, Abdol-Hamid obtient un diplôme d'assistante de service social.

## Carrière politique
Elle rejoint le mouvement de la jeunesse des Sociaux-démocrates danois, afin de participer aux luttes contre les discriminations. Elle devient membre de la Liste de l'unité et est élue au conseil municipal d'Odense en 2005.
Elle participe aux élections législatives de 2007, en tant que candidate pour la Liste de l'unité, et cause une controverse en annonçant qu'elle porterait le hijab au Parlement. Elle n'est pas élue, mais pourra néanmoins siéger en tant que suppléante pour la députée Johanne Schmidt-Nielsen.
Asmaa Abdol-Hamid a exprimé son soutien pour la guérilla irakienne,.
Au sujet de la discrimination, de l'intégration et de la pauvreté, elle a déclaré : « Quand il s’agit d’identifier les causes des difficultés d’intégration au Danemark, je préfère parler de classes sociales, et regarder les origines sociales des gens plutôt que leur identité ethnique ».